# Venetianskan
Venetianskan (título internacional: The Venetian) es un telefilme sueco de 1958, del género dramático, dirigido por Ingmar Bergman y protagonizado por Maud Hansson.

## Sinopsis
Adaptación, a la pequeña pantalla, de una obra teatral italiana anónima del siglo XVI, la historia describe las hazañas románticas de Julio, un joven y apuesto recién llegado a la ciudad de Venecia.

## Reparto
- Maud Hansson – Nena, Criada
- Sture Lagerwall – Bernardo
- Gunnel Lindblom – Valeria
- Helena Reuterblad – Oria, Criadade Valeria
- Eva Stiberg – Angela
- Folke Sundquist – Julio